# Doverie
Doverie (Доверие) è un film del 1975 diretto da Viktor Ivanovič Tregubovič e Edvin Laine.

## Trama
Il film è ambientato il 31 dicembre 1917, quando il governo sovietico decide di riconoscere l'indipendenza della Finlandia.